# Conflans-sur-Loing
Conflans-sur-Loing és un municipi francès, situat al departament del Loiret i a la regió de Centre – Vall del Loira. L'any 2007 tenia 353 habitants.

## Demografia

### Població
El 2007 la població de fet de Conflans-sur-Loing era de 353 persones. Hi havia 144 famílies, de les quals 28 eren unipersonals (16 homes vivint sols i 12 dones vivint soles), 64 parelles sense fills, 40 parelles amb fills i 12 famílies monoparentals amb fills.
La població ha evolucionat segons el següent gràfic:
Habitants censats

### Habitatges
El 2007 hi havia 171 habitatges, 145 eren l'habitatge principal de la família, 13 eren segones residències i 13 estaven desocupats. 168 eren cases i 2 eren apartaments. Dels 145 habitatges principals, 131 estaven ocupats pels seus propietaris, 12 estaven llogats i ocupats pels llogaters i 2 estaven cedits a títol gratuït; 5 tenien dues cambres, 17 en tenien tres, 24 en tenien quatre i 99 en tenien cinc o més. 126 habitatges disposaven pel capbaix d'una plaça de pàrquing. A 51 habitatges hi havia un automòbil i a 92 n'hi havia dos o més.

### Piràmide de població
La piràmide de població per edats i sexe el 2009 era:
| Homes | Edats   | Dones |
| ----- | ------- | ----- |
| 0     | 95 o +  | 0     |
| 4     | 90 a 94 | 0     |
| 0     | 85 a 89 | 4     |
| 0     | 80 a 84 | 0     |
| 12    | 75 a 79 | 4     |
| 0     | 70 a 74 | 4     |
| 16    | 65 a 69 | 8     |
| 12    | 60 a 64 | 24    |
| 4     | 55 a 59 | 4     |
| 12    | 50 a 54 | 0     |
| 20    | 45 a 49 | 24    |
| 16    | 40 a 44 | 32    |
| 16    | 35 a 39 | 12    |
| 8     | 30 a 34 | 4     |
| 4     | 25 a 29 | 0     |
| 0     | 20 a 24 | 4     |
| 28    | 15 a 19 | 8     |
| 24    | 10 a 14 | 20    |
| 16    | 5 a 9   | 16    |
| 8     | 0 a 4   | 0     |

## Economia
El 2007 la població en edat de treballar era de 238 persones, 158 eren actives i 80 eren inactives. De les 158 persones actives 148 estaven ocupades (81 homes i 67 dones) i 10 estaven aturades (5 homes i 5 dones). De les 80 persones inactives 36 estaven jubilades, 19 estaven estudiant i 25 estaven classificades com a «altres inactius».

### Ingressos
El 2009 a Conflans-sur-Loing hi havia 144 unitats fiscals que integraven 363 persones, la mediana anual d'ingressos fiscals per persona era de 25.570 €.

### Activitats econòmiques
Dels 18 establiments que hi havia el 2007, 1 era d'una empresa de fabricació d'altres productes industrials, 1 d'una empresa de construcció, 8 d'empreses de comerç i reparació d'automòbils, 2 d'empreses d'hostatgeria i restauració, 2 d'empreses financeres, 2 d'empreses immobiliàries i 2 d'empreses de serveis.
Dels 2 establiments de servei als particulars que hi havia el 2009, 1 era una lampisteria i 1 restaurant.
L'any 2000 a Conflans-sur-Loing hi havia 5 explotacions agrícoles.

## Poblacions més properes
El següent diagrama mostra les poblacions més properes.